# Cadaba carneoviridis
Cadaba carneoviridis är en kaprisväxtart som beskrevs av Ernest Friedrich Gilg och Bened. Cadaba carneoviridis ingår i släktet Cadaba och familjen kaprisväxter. Inga underarter finns listade i Catalogue of Life.